# Zabucze (Ujazd)
Zabucze – część wsi Ujazd w Polsce, położona w województwie małopolskim, w powiecie bocheńskim, w gminie Trzciana. 
W latach 1975–1998 Zabucze należało administracyjnie do województwa tarnowskiego.